# 秋信守
秋 信守（チュ・シンス、韓: 추신수、1982年7月13日 - ）は、韓国の釜山広域市出身の元プロ野球選手（外野手）。左投左打。愛称はトッキ1他（後述）。

## 経歴

### プロ入り前
釜山広域市で生まれ、本貫は秋渓秋氏。韓国プロ野球のロッテ・ジャイアンツの正二塁手として活躍していた舅父の朴正泰の影響で幼少時から野球に親しみ、7歳から野球を始めた。少年時代の憧れの選手はケン・グリフィー・ジュニアであった。釜山高等学校では投手兼4番打者として活躍し、高校通算OPS1.385を記録し、韓国野球史上最高の有望株として注目された。高校時代に秋は、ずば抜けた活躍をしていて同級生達から「野球の神様」と呼ばれていた。韓国代表にも選ばれ、2000年の世界青少年大会では投手として18回を投げ、32奪三振、防御率2.50の好成績で大会MVPを獲得（最優秀投手とベストナインにも選ばれた）。高校卒業後、ロッテ・ジャイアンツからドラフト1位で指名されるが、入団を拒否してアメリカでプロを目指す道を選ぶ。秋は渡米を決断した理由として「もっと大きな国で、もっとすごい選手の中でプレーすることを夢見ていました」と語っている。また、後のインタビューでは、メジャーで投げる朴賛浩を見て将来プレーしたいと思ったと述べており、それまでは韓国球界でプロになって日本に行くことが目標だったと語っている。

### プロ入りとマリナーズ時代
2000年にシアトル・マリナーズと契約した。渡米後は打者に転向し、ルーキーリーグからスタートして4年間をマイナーリーグで過ごす。この時は一日で良いからメジャー(MLB)でプレイしたいとしか思っていなかったという。
2005年に初めてMLBに昇格した。初出場は4月21日で、本拠地でのオークランド・アスレチックス戦で、9回に代打としてメジャーデビューを果たした。結果は一塁ゴロ。この時期は主に守備固めや代走での出場が多かった。
2006年半ばに再度メジャー昇格。初打席でシーズン初安打を打ったが、以降は15打数1安打と低迷した。

### インディアンス時代
2006年7月27日にベン・ブルサードとのトレードで、クリーブランド・インディアンスへ移籍した。移籍2日後の古巣マリナーズ戦でフェリックス・ヘルナンデスからMLB初本塁打を記録した。インディアンスでは打率.297、3本塁打、22打点で可能性を見せた。
2007年は序盤メジャーに昇格したが、同じ左打ちの外野手でベテラン組のトロット・ニクソンとデビッド・デルーチがいたことと、クリフ・リーが故障者リストから復帰したことに伴い、マイナーリーグに再降格。以降、メジャーに再昇格することなく、7試合の出場でシーズンを終えた。9月に肘の靱帯を損傷し、トミー・ジョン手術を受けた。
2008年はリハビリで15日間の故障者リストに掲載されたまま、シーズンを迎えた。6月にメジャーに復帰し、打率.309、14本塁打、66打点、4盗塁、44四球、出塁率.397の好成績を残して、9月にはアメリカンリーグのプレイヤー・オブ・ザ・マンスを受賞した。左翼手の他、指名打者でも併用されるようになった。守備面では右翼手として51試合に出場し、UZR-3.1、DRS+5、左翼手としては26試合の出場でUZR+1.2、DRS+3を記録した。
2009年はシーズン開幕前の3月に開催された第2回ワールド・ベースボール・クラシック(WBC)の韓国代表に選出された。大会直前に古傷の肘を痛めたため、インディアンスから指名打者以外での出場を禁じられ、2次ラウンドまでは指名打者として出場した。大会通じて打率.188と打撃不振に陥ったが、準決勝のベネズエラ戦と決勝の日本戦では二試合連続本塁打を放つなど、要所で活躍した。
シーズンでは開幕から右翼手として出場し、飛躍のシーズンとなった。打率.300、20本塁打、86打点、21盗塁、78四球、出塁率.394を記録し、インディアンス打線の主軸に定着した。球団史上8人目となる「シーズン20本塁打&20盗塁」を達成し、アジア人史上初の記録となった。守備面ではUZR-2.7、DRS+5を記録した。
2010年は7月に指を痛めて故障者リスト入りも経験したが、打率.300、22本塁打、90打点、22盗塁、83四球、出塁率.401を記録し、最終的には2年連続「打率.300、20本塁打&20盗塁」を達成した。また、出塁率はリーグ4位を記録して、ほぼ全ての打撃指標でチームトップの成績を残した。守備面ではリーグ2位となるUZR+6.3、DRSではリーグトップとなる+7を記録した。
2011年はMLB登録日数が3年分を超えたことで年俸調停の資格を得たこともあり、インディアンスから5年総額4500万ドルの長期契約を提示されるが、代理人であるスコット・ボラスはFAを視野に入れて長期契約を拒否した。交渉の結果、1月18日に397万5000ドルでインディアンスと単年契約を結んだ。
5月2日未明にクリーブランドから40キロ離れたオハイオ州シェフィールドレークで飲酒運転していたところを巡回中の警察官に発見され、675ドルの罰金を課された。地元警察は事件の一部始終を撮影したビデオをマスコミ向けに配布し、YouTubeなどを通じて広く報道された。ビデオの中には秋が警察官に「どうか見逃してほしいんです。韓国に知られると人生は終わりなんです。もう二度とここには戻れません」などと発言している部分も含まれており、韓国で批判された。11月に韓国の「ヒーリングキャンプ」という芸能番組に出演し、飲酒運転事件について秋は「恥ずかしくて野球をやめようと思いました。自分が犯した過ちを深く反省しています。国民の皆様に本当に申し訳ないです」と発言した。
一方で、レギュラーシーズンでは6月の終わりに死球を左手親指に受けて骨折し、故障者リスト入りする。手術後の復帰初戦となる9月15日、テキサス・レンジャーズ戦の第1打席で脇腹を負傷して退場。再度故障者リスト入りして、そのままシーズンを終えた。打率.259、8本塁打、36打点、12盗塁、36四球、出塁率.344と昨シーズンから大きく成績を落とした。守備面でもUZR+2.1、DRS+2と前年からは数字を落とした。

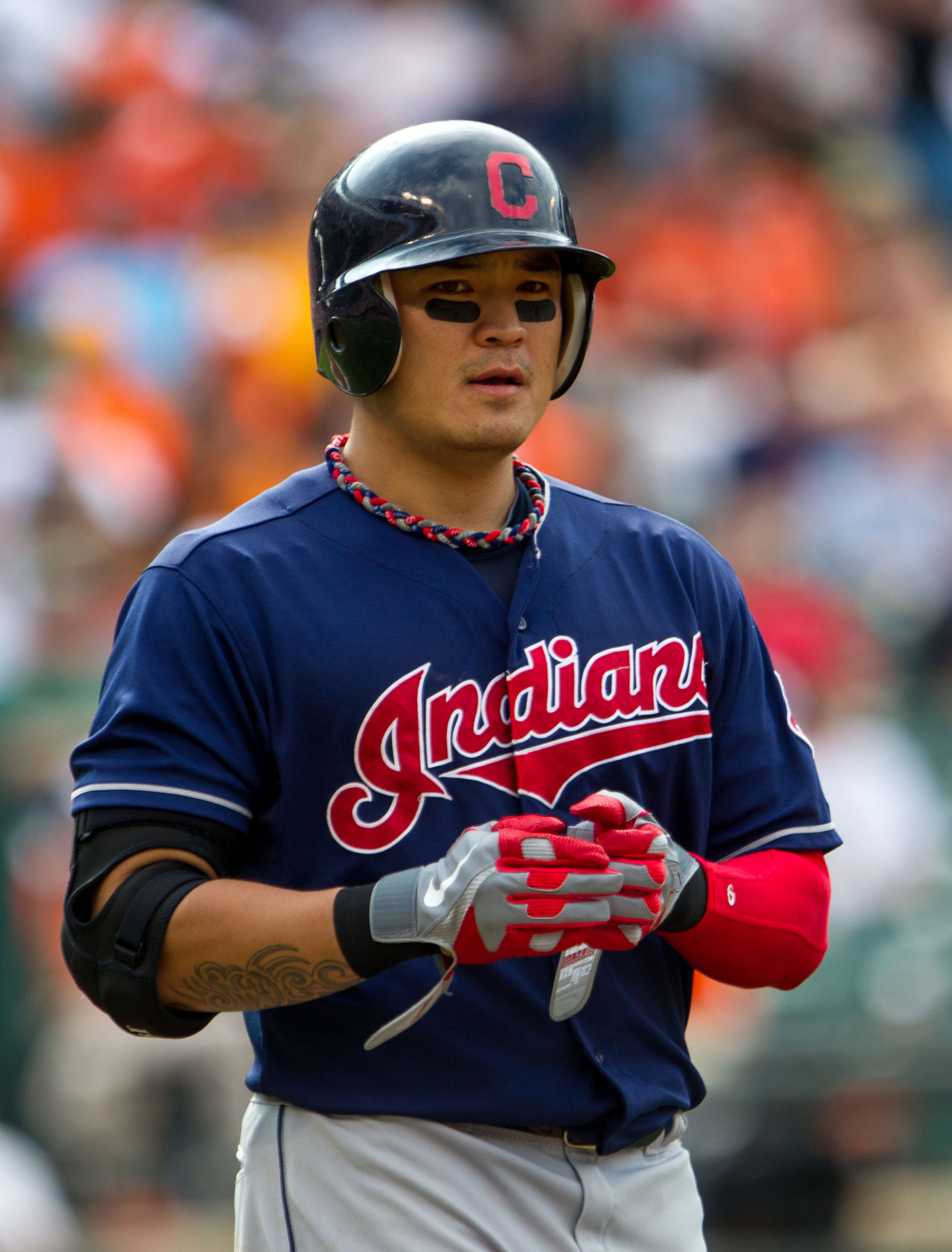
インディアンス時代（2012年）

2012年は怪我の不安を払拭して155試合に出場し、打率.283、16本塁打、67打点、21盗塁、73四球、出塁率.373を記録した。しかし、守備面ではUZRはリーグワーストとなる-8.4、DRSでは-10と大きく悪化した。翌年FAとなる為、球団はトレードを画策した。

### レッズ時代
2012年オフの12月11日にアリゾナ・ダイヤモンドバックスも含めた合計9選手が動く三角トレードにおいて、シンシナティ・レッズへ移籍した。

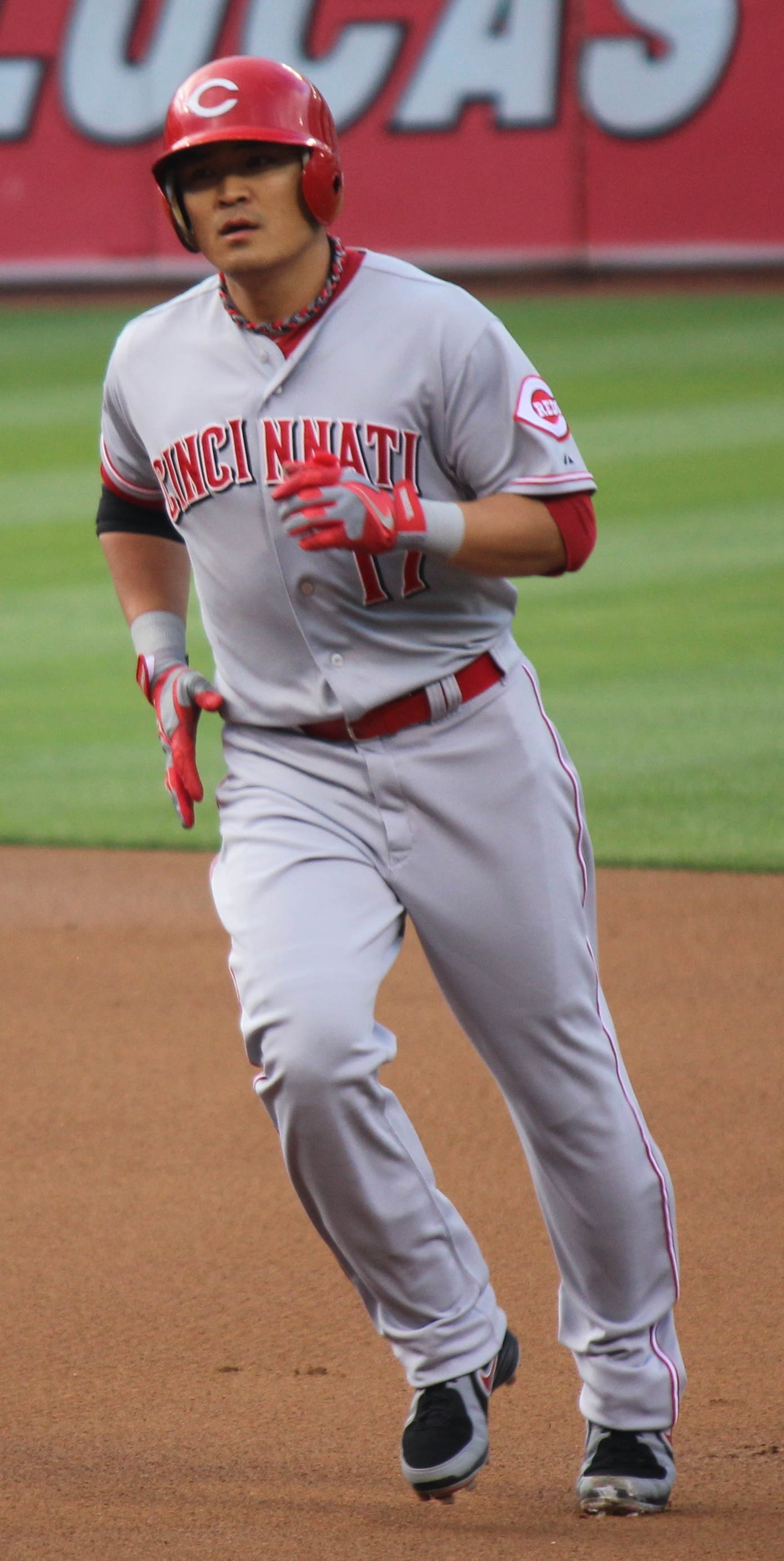
レッズ時代(2013年6月25日)

2013年は自身3度目となる「20本塁打&20盗塁」を記録したほか、ナショナルリーグ2位となる出塁率.423を記録、四球は112個を数えた。レッズは3番のジョーイ・ボットも135四球を選んでおり、100四球コンビとなった。最終的に前述の成績と、打率.285、21本塁打、54打点、20盗塁を記録し、シーズン「20本塁打、20盗塁、100四球、100得点、300出塁」を達成したMLB史上7人目の選手となった。また、wRC+ではリーグ3位となる150、wOBAではリーグ4位となる.393を記録して、セイバーメトリクスの数々の打撃指標で好成績を残した。しかし、中堅手に転向されて臨んだ守備では共にリーグワーストとなるUZR-7.8、DRS-17を記録した。オフの10月31日にFAとなった。

### レンジャーズ時代
2013年12月27日にテキサス・レンジャーズと7年総額1億3000万ドルで契約したことが発表された。オプションとして一部球団へのトレード拒否権、表彰等の出来高が含まれている。背番号はインディアンス時代から身に着けている「17」。
2014年は6月から不振に陥り、規定打席も満たせなかった。打率.242、13本塁打、40打点、3盗塁、58四球、出塁率.340、シーズンWAR0.4と低迷した。守備面では右翼手として12試合に出場しUZR+0.3、DRS-2を記録し、左翼手としては64試合の出場でUZR-7.3、DRS-10を記録した。チームも同様に低迷したために、シーズンが終了する前に肘と足首の手術を受けて故障者リスト入りし、翌シーズンに備えることとなった。
2015年は4月までの打率が.096と1割にも満たず、前半戦は昨年同様不本意な成績に苦しんだが、7月21日のコロラド・ロッキーズ戦でレンジャーズ史上8人目、韓国人史上初となるサイクル安打を達成した。以降は調子を上げ、9月には月間MVPを受賞するなど活躍し、チームの4年ぶりの地区優勝に貢献した。このシーズンは148試合に出場し、打率.276、22本塁打、82打点、4盗塁、76四球、出塁率.375を記録した。守備面では右翼手として148試合を守り、UZR-5.9、DRSではリーグワーストとなる-13と守備に大きく課題を残した。
2016年は4月10日に右ふくらはぎ痛で故障者リスト入りした。その後、復帰した試合でハムストリングを傷めてそのまま故障者リスト入り。復帰後も腰痛で故障者リスト入りと故障を繰り返した。8月15日には死球を受けて左腕を骨折すると、シーズン4度目の故障者リスト入りとなった。これら故障の影響もあり、最終的には48試合に出場して打率.242、7本塁打、17打点、6盗塁、25四球、出塁率.357という成績に留まった。右翼の拙守も相変わらずで、43試合でUZR-0.2、DRS-5という内容だった。移籍後は2015年の8月以降においてのみしか活躍を見せることができず、テキサスの地元紙には「秋との契約は朴賛浩と今世紀最悪を争う契約である」と書き立てられた。
2017年9月29日のアスレチックス戦でラウル・アルカンタラからキャリアタイとなるシーズン22本塁打目を記録した。149試合に出場し、打率.261、22本塁打、78打点、12盗塁、77四球、出塁率.357を記録した。守備面では右翼手として77試合に出場しUZR-6.8、DRS-7を記録した。
2018年には松井秀喜の持つアジア出身打者の最多本塁打数を超える176本塁打を記録した。7月には球団新記録となる48試合連続出塁を記録し、最終的には52試合連続出塁を記録した。この52試合で打率.337、出塁率.468、13本塁打、67安打、48四球を記録した。また、韓国人野手としては史上初となるオールスターゲームに選出され、途中出場ながら初安打と得点を記録した。しかし、9月には月間打率.178と大きく失速した。146試合に出場し、打率.264、21本塁打、62打点、6盗塁、92四球、出塁率.377を記録した。守備面では右翼手として34試合に出場しUZR-1.5、DRS-1、左翼手としては26試合の出場でUZR-0.4、DRS-5を記録した。9月にはアメリカメディアから「大失敗の契約を結んだFA選手」30人中のワースト3位に選ばれ、「彼がレンジャーズを地区優勝から遠ざけている」と評価された。
2019年6月5日にディラン・バンディから本塁打を記録し、アジア人史上初となるMLB通算200本塁打を達成した。最終的に151試合に出場し、打率.265、キャリアハイとなる24本塁打、61打点、15盗塁、78四球、出塁率.371を記録した。守備面では右翼手として42試合に出場しUZR-3.9、DRS-4、左翼手としては40試合の出場でUZR-5.1、DRS-13を記録した。
2020年4月1日にレンジャーズ傘下選手全191人に各1000ドル、計19万1000ドルを寄付することが発表された。その背景として自身のマイナー時代を振り返り、2005年からの3年間は週給350ドルで妻と息子を養い、遠征で支給される食費20ドルをオムツや日用品代として充てていた事に関し「よく覚えているよ。マイナー時代は決して忘れられない」と当時を振り返った。また、「20年前に韓国から来た時、私には何もなかった。しかし、野球は私に多くの物を与えてくれたんだ。今度は私がその恩を返したいんだ。世界が厳しい状況なら尚更助けたい」とコメントした。怪我の影響もあり、僅か33試合の出場に留まり、打率.236、5本塁打、15打点、6盗塁、13四球を記録した。守備面では16試合に左翼手として出場し、UZR-1.9、DRS-2、右翼手では僅か3試合の出場でUZR-0.2、DRS±0を記録した。同年オフの11月1日にFAとなった。

### SSG時代
2021年2月22日、KBOリーグのSKワイバーンズが買収されチーム名が変更されたSSGランダースと23億ウォンの単年契約を結んだ。
2022年は自身初めて韓国シリーズのロースターに登録された。キウム・ヒーローズとの韓国シリーズでは、球団史上4年ぶり5度目、SKからSSGに改名してから初、また秋自身初となる韓国シリーズ優勝を果たした。
2024年シーズン終了後、現役を引退する意向を示した。同年の年俸は最低保証額の3000万ウォンで、全額を寄付すると公言した。11月30日、SSGから自由契約選手として公示された。

### 現役引退後
2025年1月2日、無報酬でSSGランダースの球団主補佐、育成統括の任務についた。

## 選手としての特徴
抜群の選球眼で四球を選び、キャリア通算の出塁率が打率に比べて非常に高い。2013年メジャーリーグ30球団の監督を対象にした部門別最高選手アンケート調査では、ナショナルリーグ選球眼部門3位に入った。ただし、三振も非常に多く、2009年にはア・リーグ6位、2019年には4位の三振数を記録した。また20本塁打前後を記録するパンチ力に加え、20盗塁前後も同時に期待できるスピードも併せ持つなど、かつてはリードオフマンに適した外野手であった。2014年の足首の故障以降は盗塁数も減少し、指名打者で出場することが多くなった。
足を怪我する前はマイナー時代に1シーズン40盗塁を記録するなど、俊足で走塁技術も持ち合わせていた。2011年には「スポーツ・イラストレイテッド」誌が秋を「メジャーリーグに3、4人しかいない5ツールプレイヤーの1人」であると評価した。また、アメリカ唯一の全国日刊紙であるUSA TODAYは2010年に秋を特集する記事の中で当時の監督であるアクタの「彼は正真正銘の5ツールプレイヤーである」というコメントを引用し、「クリーブランド・インディアンスでもっとも生産的な打者」と秋を称えていた。
MLBを代表する知将・名将と言われるジョー・マドンは2009年、秋について「肩が強い、足も速い、打撃面ではパワーもあって良い打者、リーグで過小評価されている選手の一人」と語った。
一方で、守備を苦手としており主要な守備指標であるUZRでは通算-36.4、DRSでは-69を記録している(共に2020年終了時)。その為、アメリカのスポイル紙は守備に難点があることを指摘しており、過大評価を受けているという声もある。

## 人物
妻とは2004年のオフに韓国で知り合い、数ヶ月の交際でスピード結婚した。息子が2人、娘が1人いる。息子2人はアメリカ生まれアメリカ育ちでアメリカ国籍を選択し、韓国籍を放棄した。これについて兵役逃れのためだと韓国国内から批判が起きたが、秋は息子たちに「韓国で生活するつもりはあるか」と尋ね、息子は「韓国も良いが、韓国について知っていることが多くない」とアメリカで暮らしたい意思を明かしたとしている。
高校卒業後、単身渡米した直後はアメリカのスタイルに馴染むことが出来ず、言葉の壁もあって「とてもつらかった」と回想している。特にマイナーリーグ時代は貧乏な生活と寂しさで何度も涙を流したという。しかしプレーを楽しむアメリカ人の姿勢に影響され、乗り越えることが出来たと語っている。
秋は「マイナーリーグの生活がどんなにつらいのかよく知っているため、もう韓国の野球有望株たちは韓国プロ野球から経験を積んでメジャーリーグ進出を狙ってほしい」と語った。
渡米後は通訳を一切付けず、チームメイトとの会話などで英会話を覚えていった。現在は野球に関する英会話はほとんど理解できているという。
秋と李大浩は幼なじみである。李は秋に勧められて野球を始めた。高校時代に秋は釜山高校の投手兼4番打者であり、李は慶南高校の投手兼4番打者だったため、二人は友達でありながらライバルだった。李大浩は秋信守について「他の選手とはレベルが全然違って野球の神様だと思いました。小学生の時から秋信守はすごい選手で私の英雄でした」とコメントした。
故郷の釜山に対する愛着が強く、韓国プロ野球のロッテ・ジャイアンツの熱狂的なファンである。秋信守は「メジャーリーグ引退後は釜山に住みたいです。なぜなら思う存分ロッテ・ジャイアンツを応援したいから」と語った。

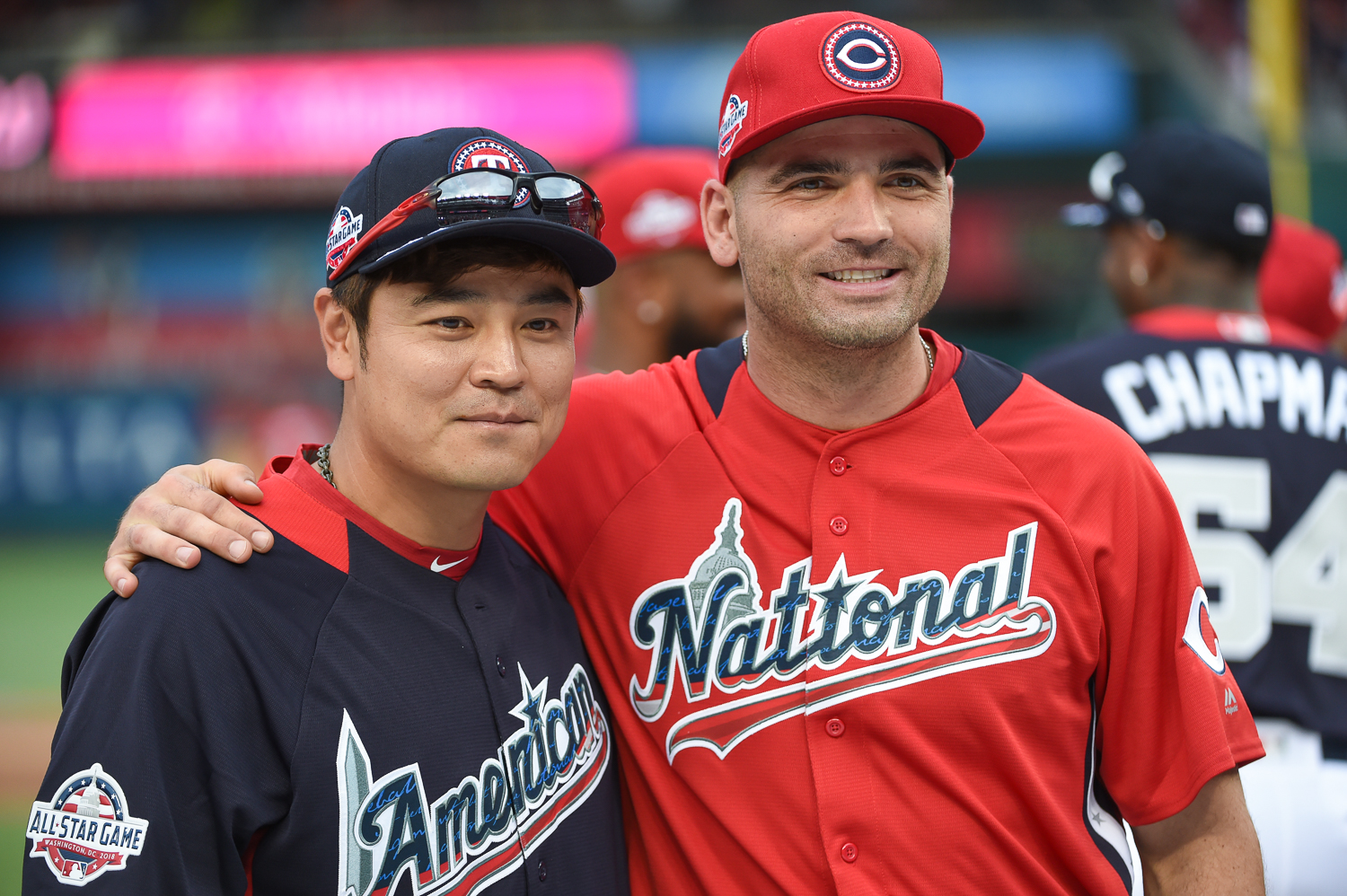
ジョーイ・ボットと写真を撮る秋
(2018年の本塁打競争にて)

愛称はトッキ1で、これは2013年のレッズ在籍時にチームメイトだったジョーイ・ボットが名付けたもので、韓国語でウサギを意味するトッキに数字の1を付けたトッキ1であり、ボットはトッキ2を愛称にしている。2017年のプレイヤーズ・ウィークエンドでは背ネームに使用した。2018年のプレイヤーズ・ウィークエンドでは18歳の高校時代以来となるハングル文字で秋信守と刺繍された背ネームを使用した。2019年のプレイヤーズ・ウィークエンドでは"コリアン・キッド"を背ネームに使用した。

### 兵役問題解決
2010年シーズン終了時点で兵役免除を手にしていなかったため、このまま30歳までに兵役免除の認定を受けない場合は訴追されることになっていた。秋が兵役の現役服務を免れるためには2010年の広州アジア競技大会に参加し、金メダルを獲得することが最後のチャンスとなっていた。2010年11月、秋はこの広州アジア競技大会大会の野球韓国代表として出場し、5試合で打率.571、3本塁打、11打点、2盗塁、OPS 2.096の好成績を残した。そして韓国チームの金メダル獲得で、兵役免除の恩恵を受けた。兵役問題を解決して持続的なMLBでのプレーが可能になった。

## 詳細情報

### 年度別打撃成績
| 年 度     | 球 団     | 試 合 | 打 席 | 打 数 | 得 点 | 安 打 | 二 塁 打 | 三 塁 打 | 本 塁 打 | 塁 打 | 打 点 | 盗 塁 | 盗 塁 死 | 犠 打 | 犠 飛 | 四 球 | 敬 遠 | 死 球 | 三 振 | 併 殺 打 | 打 率 | 出 塁 率 | 長 打 率 | O P S |
| --------- | --------- | ----- | ----- | ----- | ----- | ----- | -------- | -------- | -------- | ----- | ----- | ----- | -------- | ----- | ----- | ----- | ----- | ----- | ----- | -------- | ----- | -------- | -------- | ----- |
| 2005      | SEA       | 10    | 21    | 18    | 1     | 1     | 0        | 0        | 0        | 1     | 1     | 0     | 0        | 0     | 0     | 3     | 0     | 0     | 4     | 0        | .056  | .190     | .056     | .246  |
| 2006      | SEA       | 4     | 12    | 11    | 0     | 1     | 1        | 0        | 0        | 2     | 0     | 0     | 0        | 0     | 0     | 0     | 0     | 1     | 4     | 1        | .091  | .167     | .182     | .348  |
| 2006      | CLE       | 45    | 167   | 146   | 23    | 43    | 11       | 3        | 3        | 69    | 22    | 5     | 3        | 1     | 1     | 18    | 2     | 1     | 46    | 2        | .295  | .373     | .473     | .846  |
| '06計     | CLE       | 49    | 179   | 157   | 23    | 44    | 12       | 3        | 3        | 71    | 22    | 5     | 3        | 1     | 1     | 18    | 2     | 2     | 50    | 3        | .280  | .360     | .452     | .812  |
| 2007      | CLE       | 6     | 20    | 17    | 5     | 5     | 0        | 0        | 0        | 5     | 5     | 0     | 1        | 0     | 1     | 2     | 1     | 0     | 5     | 0        | .294  | .350     | .294     | .644  |
| 2008      | CLE       | 94    | 370   | 317   | 68    | 98    | 28       | 3        | 14       | 174   | 66    | 4     | 3        | 0     | 4     | 44    | 4     | 5     | 78    | 5        | .309  | .397     | .549     | .946  |
| 2009      | CLE       | 156   | 685   | 583   | 87    | 175   | 38       | 6        | 20       | 285   | 86    | 21    | 2        | 0     | 7     | 78    | 5     | 17    | 151   | 9        | .300  | .394     | .489     | .883  |
| 2010      | CLE       | 144   | 646   | 550   | 81    | 165   | 31       | 2        | 22       | 266   | 90    | 22    | 7        | 0     | 2     | 83    | 11    | 11    | 118   | 11       | .300  | .401     | .484     | .885  |
| 2011      | CLE       | 85    | 358   | 313   | 37    | 81    | 11       | 3        | 8        | 122   | 36    | 12    | 5        | 0     | 3     | 36    | 3     | 6     | 78    | 7        | .259  | .344     | .390     | .734  |
| 2012      | CLE       | 155   | 686   | 598   | 88    | 169   | 43       | 2        | 16       | 264   | 67    | 21    | 7        | 0     | 1     | 73    | 0     | 14    | 150   | 10       | .283  | .373     | .441     | .815  |
| 2013      | CIN       | 154   | 712   | 569   | 107   | 162   | 34       | 2        | 21       | 263   | 54    | 20    | 11       | 3     | 2     | 112   | 5     | 26    | 133   | 3        | .285  | .423     | .462     | .885  |
| 2014      | TEX       | 123   | 529   | 455   | 58    | 110   | 19       | 1        | 13       | 170   | 40    | 3     | 4        | 0     | 4     | 58    | 3     | 12    | 131   | 9        | .242  | .340     | .374     | .714  |
| 2015      | TEX       | 149   | 653   | 555   | 94    | 153   | 32       | 3        | 22       | 257   | 82    | 4     | 2        | 2     | 5     | 76    | 1     | 15    | 147   | 7        | .276  | .375     | .463     | .838  |
| 2016      | TEX       | 48    | 210   | 178   | 27    | 43    | 7        | 0        | 7        | 71    | 17    | 6     | 3        | 0     | 7     | 25    | 1     | 0     | 46    | 1        | .242  | .357     | .399     | .756  |
| 2017      | TEX       | 149   | 636   | 544   | 96    | 142   | 20       | 1        | 22       | 230   | 78    | 12    | 3        | 3     | 5     | 77    | 1     | 7     | 134   | 18       | .261  | .357     | .423     | .780  |
| 2018      | TEX       | 146   | 665   | 560   | 83    | 148   | 30       | 1        | 21       | 243   | 62    | 6     | 1        | 1     | 2     | 92    | 2     | 10    | 156   | 11       | .264  | .377     | .434     | .810  |
| 2019      | TEX       | 151   | 660   | 563   | 93    | 149   | 31       | 2        | 24       | 256   | 61    | 15    | 1        | 0     | 1     | 78    | 3     | 18    | 165   | 6        | .265  | .371     | .455     | .826  |
| 2020      | TEX       | 33    | 127   | 110   | 13    | 26    | 3        | 0        | 5        | 44    | 15    | 6     | 2        | 0     | 2     | 13    | 1     | 2     | 33    | 1        | .236  | .323     | .400     | .723  |
| 2021      | SSG       | 137   | 580   | 461   | 84    | 122   | 19       | 2        | 21       | 208   | 69    | 25    | 9        | 0     | 4     | 103   | 4     | 12    | 123   | 8        | .265  | .409     | .451     | .860  |
| 2022      | SSG       | 112   | 499   | 409   | 77    | 106   | 20       | 1        | 16       | 176   | 58    | 15    | 5        | 2     | 4     | 71    | 1     | 13    | 100   | 6        | .259  | .382     | .430     | .813  |
| 2023      | SSG       | 112   | 462   | 382   | 65    | 96    | 17       | 1        | 12       | 151   | 40    | 6     | 4        | 0     | 2     | 65    | 1     | 13    | 79    | 8        | .251  | .377     | .395     | .772  |
| 2024      | SSG       | 78    | 302   | 253   | 40    | 71    | 14       | 1        | 5        | 102   | 37    | 5     | 1        | 2     | 6     | 37    | 0     | 4     | 68    | 2        | .281  | .373     | .403     | .776  |
| MLB：16年 | MLB：16年 | 1652  | 7157  | 6087  | 961   | 1671  | 339      | 29       | 218      | 2722  | 782   | 157   | 55       | 10    | 40    | 868   | 43    | 152   | 1579  | 101      | .275  | .377     | .447     | .824  |
| KBO：4年  | KBO：4年  | 439   | 1843  | 1505  | 266   | 395   | 70       | 5        | 54       | 637   | 204   | 51    | 19       | 4     | 16    | 276   | 6     | 42    | 370   | 24       | .262  | .388     | .423     | .811  |

- 2024年度シーズン終了時
- 各年度の太字はリーグ最高

### 年度別守備成績
| 年 度 | 球 団 | 左翼（LF） | 左翼（LF） | 左翼（LF） | 左翼（LF） | 左翼（LF） | 左翼（LF） | 中堅（CF） | 中堅（CF） | 中堅（CF） | 中堅（CF） | 中堅（CF） | 中堅（CF） | 右翼（RF） | 右翼（RF） | 右翼（RF） | 右翼（RF） | 右翼（RF） | 右翼（RF） |
| 年 度 | 球 団 | 試 合      | 刺 殺      | 補 殺      | 失 策      | 併 殺      | 守 備 率   | 試 合      | 刺 殺      | 補 殺      | 失 策      | 併 殺      | 守 備 率   | 試 合      | 刺 殺      | 補 殺      | 失 策      | 併 殺      | 守 備 率   |
| ----- | ----- | ---------- | ---------- | ---------- | ---------- | ---------- | ---------- | ---------- | ---------- | ---------- | ---------- | ---------- | ---------- | ---------- | ---------- | ---------- | ---------- | ---------- | ---------- |
| 2005  | SEA   | -          | -          | -          | -          | -          | -          | 5          | 16         | 0          | 0          | 0          | 1.000      | -          | -          | -          | -          | -          | -          |
| 2006  | SEA   | -          | -          | -          | -          | -          | -          | 4          | 16         | 1          | 1          | 0          | .944       | -          | -          | -          | -          | -          | -          |
| 2006  | CLE   | 9          | 14         | 0          | 1          | 0          | .933       | -          | -          | -          | -          | -          | -          | 30         | 67         | 2          | 1          | 1          | .986       |
| '06計 | CLE   | 9          | 14         | 0          | 1          | 0          | .933       | 4          | 16         | 1          | 1          | 0          | .944       | 30         | 67         | 2          | 1          | 1          | .986       |
| 2007  | CLE   | 3          | 10         | 1          | 0          | 1          | 1.000      | -          | -          | -          | -          | -          | -          | 2          | 0          | 0          | 0          | 0          | ----       |
| 2008  | CLE   | 26         | 40         | 3          | 1          | 0          | .977       | -          | -          | -          | -          | -          | -          | 51         | 88         | 1          | 1          | 0          | .989       |
| 2009  | CLE   | 20         | 37         | 0          | 0          | 0          | 1.000      | 1          | 1          | 0          | 0          | 0          | 1.000      | 124        | 279        | 11         | 7          | 2          | .976       |
| 2010  | CLE   | -          | -          | -          | -          | -          | -          | -          | -          | -          | -          | -          | -          | 142        | 267        | 14         | 4          | 3          | .986       |
| 2011  | CLE   | -          | -          | -          | -          | -          | -          | -          | -          | -          | -          | -          | -          | 85         | 172        | 9          | 4          | 2          | .978       |
| 2012  | CLE   | -          | -          | -          | -          | -          | -          | -          | -          | -          | -          | -          | -          | 154        | 293        | 7          | 2          | 1          | .993       |
| 2013  | CIN   | 3          | 4          | 1          | 0          | 0          | 1.000      | 150        | 349        | 8          | 4          | 0          | .989       | -          | -          | -          | -          | -          | -          |
| 2014  | TEX   | 64         | 100        | 3          | 3          | 0          | .972       | -          | -          | -          | -          | -          | -          | 12         | 29         | 1          | 1          | 0          | .968       |
| 2015  | TEX   | -          | -          | -          | -          | -          | -          | -          | -          | -          | -          | -          | -          | 148        | 315        | 5          | 5          | 2          | .985       |
| 2016  | TEX   | -          | -          | -          | -          | -          | -          | -          | -          | -          | -          | -          | -          | 43         | 85         | 4          | 3          | 0          | .967       |
| 2017  | TEX   | -          | -          | -          | -          | -          | -          | -          | -          | -          | -          | -          | -          | 77         | 151        | 7          | 4          | 0          | .975       |
| 2018  | TEX   | 26         | 41         | 1          | 2          | 0          | .955       | -          | -          | -          | -          | -          | -          | 34         | 64         | 1          | 2          | 0          | .970       |
| 2019  | TEX   | 40         | 80         | 0          | 2          | 0          | .976       | -          | -          | -          | -          | -          | -          | 42         | 73         | 0          | 2          | 0          | .973       |
| 2020  | TEX   | 16         | 31         | 0          | 1          | 0          | .969       | -          | -          | -          | -          | -          | -          | 3          | 10         | 0          | 0          | 0          | 1.000      |
| 2021  | SSG   | -          | -          | -          | -          | -          | -          | -          | -          | -          | -          | -          | -          | 46         | 76         | 0          | 1          | 0          | .987       |
| 2022  | SSG   | -          | -          | -          | -          | -          | -          | -          | -          | -          | -          | -          | -          | 2          | 4          | 0          | 0          | 0          | 1.000      |
| 2023  | SSG   | -          | -          | -          | -          | -          | -          | -          | -          | -          | -          | -          | -          | 25         | 42         | 1          | 0          | 0          | 1.000      |
| 2024  | SSG   | -          | -          | -          | -          | -          | -          | -          | -          | -          | -          | -          | -          | 6          | 7          | 0          | 0          | 0          | 1.000      |
| MLB   | MLB   | 207        | 357        | 9          | 10         | 1          | .973       | 160        | 382        | 9          | 5          | 0          | .987       | 947        | 1893       | 62         | 36         | 11         | .982       |

- 2024年度シーズン終了時
- 各年度の太字はリーグ最高

### 表彰
- プレイヤー・オブ・ザ・ウィーク：2回（2010年4月・9月）
- プレイヤー・オブ・ザ・マンス：2回（2008年9月、2015年9月）
- ボブ・フェラー賞：2回（2009年 - 2010年）※クリーブランド・インディアンスの球団MVP
- アーニー・ロンバルディ賞：1回（2013年）※シンシナティ・レッズの球団MVP

### 記録
MiLB
- オールスター・フューチャーズゲーム選出：3回（2002年 - 2003年、2005年）

MLB
- サイクル安打：1回（2015年7月21日） ※韓国人史上初[85]
- MLBオールスターゲーム選出：1回（2018年）

### 背番号
- 54（2005年）
- 17（2006年 - 2006年7月26日、2007年 - 2024年）
- 16（2006年7月27日 - 同年終了）
- 5（2009年WBC）

### 代表歴
- 2009 ワールド・ベースボール・クラシック韓国代表
- 2010年アジア競技大会野球韓国代表